# Vyskeřská vrchovina

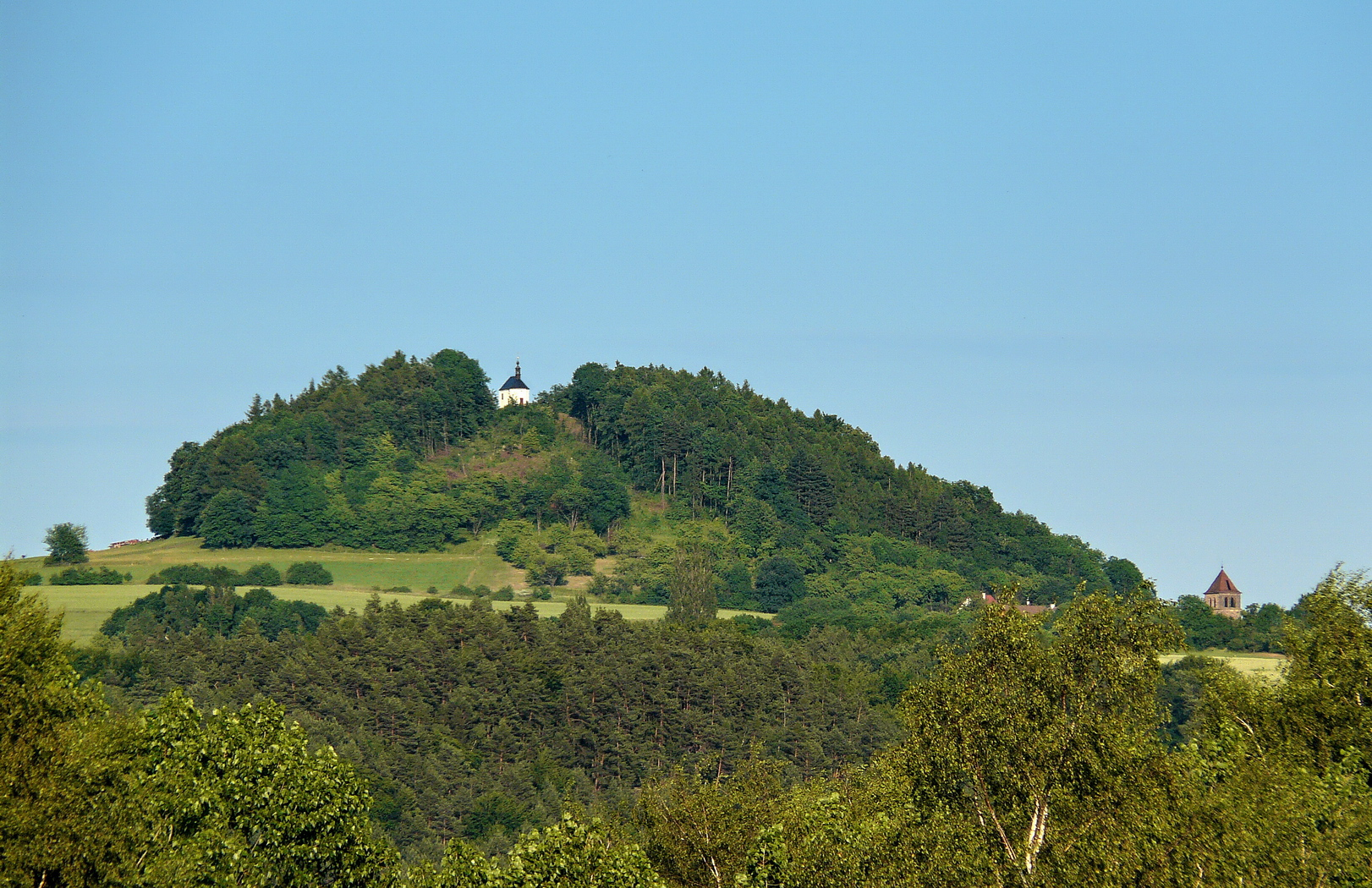
Vyskeř z Doubravy

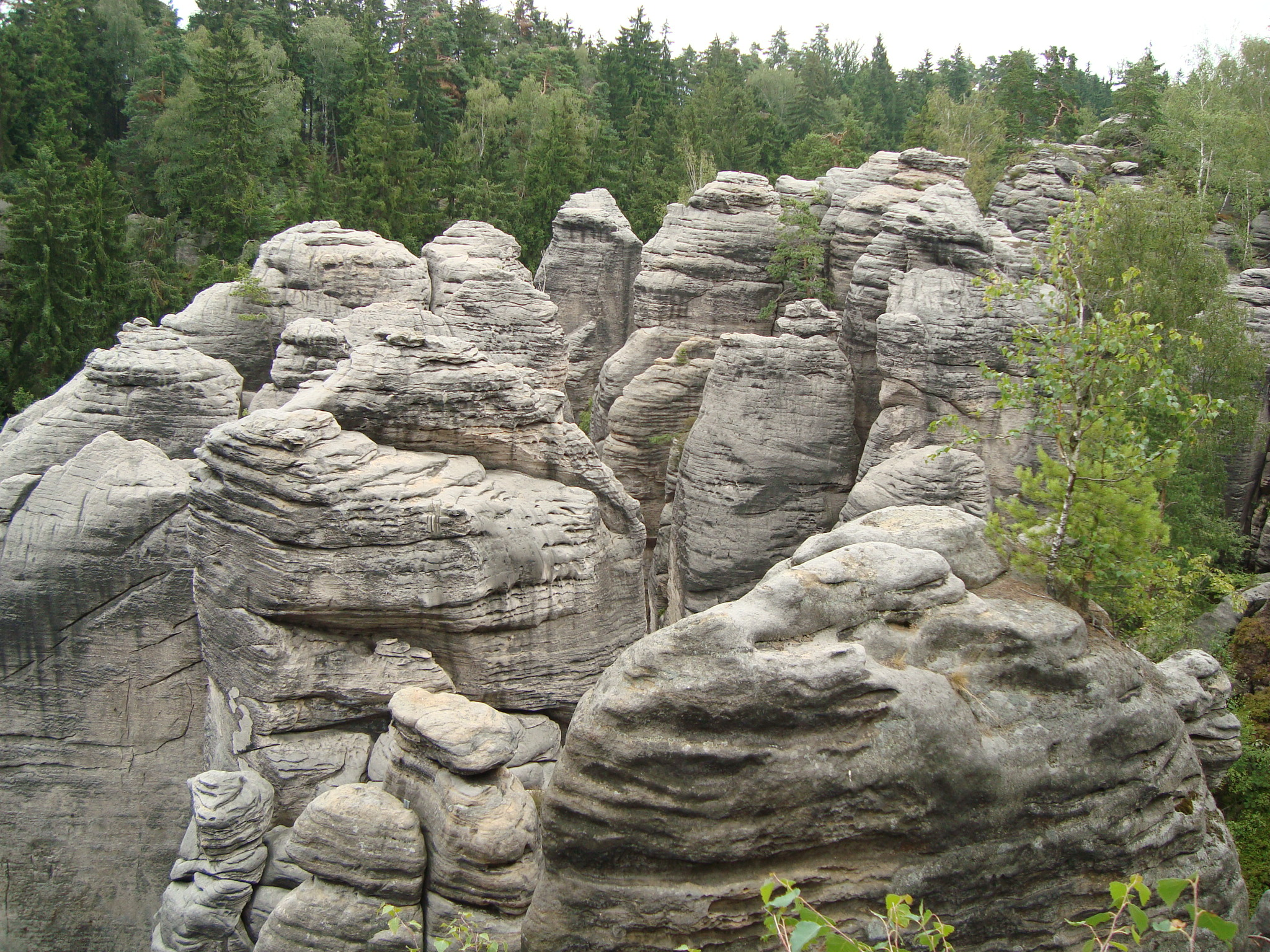
Prachovské skály

Vyskeřská vrchovina je geomorfologický okrsek ve střední části Turnovské pahorkatiny, ležící v okresech Jičín, Mladá Boleslav a Semily. Území okrsku zvenčí ohraničují města Mnichovo Hradiště na západě, Turnov na severu, Rovensko pod Troskami na severovýchodě, Jičín na východě a Sobotka na jihu.

## Geomorfologické členění
Okrsek Vyskeřská vrchovina náleží do celku Jičínská pahorkatina a podcelku Turnovská pahorkatina. Dále se člení na podokrsky Příhrazská vrchovina na západě, Hruboskalská vrchovina na severu, Kostecká pahorkatina na jihozápadě, Troskovická vrchovina na severovýchodě až jihovýchodě, Prachovskou pahorkatinu na jihovýchodě. Vrchovina sousedí s dalšími okrsky Turnovské pahorkatiny (Turnovská stupňovina na S, Jičínská kotlina na V, Jičíněveská pahorkatina na J, Mladoboleslavská kotlina na JZ, Mnichovohradišťská kotlina na SZ).

## Nejvyšší vrcholy
Nejvyšším vrcholem Vyskeřské vrchoviny jsou Trosky (511 m n. m.). V seznamu jsou uvedené vrcholy nad 350 m.
- Trosky (511 m), Troskovická vrchovina
- Vyskeř (466 m), Hruboskalská vrchovina
- Přivýšina (464 m), Prachovská pahorkatina
- Mužský (463 m), Příhrazská vrchovina
- Velká hůra (458 m), Prachovská pahorkatina
- Malá Svinčice (449 m), Prachovská pahorkatina
- Velká Svinčice (448 m), Prachovská pahorkatina
- Brada (438 m), Prachovská pahorkatina
- Stávek (416 m), Hruboskalská vrchovina
- Hrada (404 m), Příhrazská vrchovina
- Rovná Radeč (398 m), Hruboskalská vrchovina
- Kobylí hlava (391 m), Příhrazská vrchovina
- Houser (388 m), Troskovická vrchovina
- Kozlov (381 m), Hruboskalská vrchovina
- Dubolka (379 m), Troskovická vrchovina
- Vepřsko (363 m), Příhrazská vrchovina
- Mladějovská horka (363 m), Troskovická vrchovina
- Větrák (361 m), Kostecká pahorkatina
- Svatá Anna (358 m), Troskovická vrchovina
- Smrkovec (352 m), Příhrazská vrchovina